# Young Artist Awards 2014
La 35ª edizione della cerimonia di premiazione dei Young Artist Awards ha avuto luogo il 4 maggio 2014 alla Sportsmen's Lodge a Studio City, California.

## Categorie
I vincitori sono indicati in grassetto. Per ogni film viene inoltre indicato tra parentesi il titolo originale.

### Miglior performance in un film

#### Giovane attore protagonista
- Miles Elliot - Camp
- Skylan Brooks - The Inevitable Defeat of Mister and Pete
- Chandler Canterbury - Standing Up
- Liam James - C'era una volta un'estate (The Way Way Back)
- Maxim Knight - Medeas

#### Giovane attrice protagonista
- Sophie Nélisse - Storia di una ladra di libri (The Book Thief)
- Loreta Peralta - Instructions Not Included
- Annalise Basso - Standing Up
- Megan Charpentier - La madre (Mama)
- Abigail Hargrove - World War Z

#### Giovane attore non protagonista
- Callan McAuliffe - Il grande Gatsby (The Great Gatsby)
- River Alexander - C'era una volta un'estate (The Way Way Back)
- Cole Coker - Suddenly
- Justin Tinucci - Standing Up
- Jake Vaughn - Medeas

#### Giovane attrice non protagonista
- Fátima Ptacek - Tio Papi
- Giselle Eisenberg - The Wolf of Wall Street
- Gianna Gomez - Camp
- Mimi Kirkland - Vicino a te non ho paura (Safe Haven)
- Laura Krystine - Instructions Not Included
- Morgan McGarry - La madre (Mama)
- Katelyn Mager - Percy Jackson e gli dei dell'Olimpo - Il mare dei mostri (Percy Jackson: Sea of Monsters)
- Isabelle Nelisse - La madre (Mama)
- Gracie Prewitt - Lei (Her)

### Miglior performance in un cortometraggio

#### Giovane attore (16-21 anni)
- David Topp - The Box
- Connor Beardmore - Insecurbia
- Austin MacDonald - Portrait of Ryan
- Caleb Thomas - Mrs. Sweeney
- Austin James Wolff - Sugar

#### Giovane attore (13-15 anni)
- Peter Bundic - Lord of The Guys
- Christopher Bones - The Curse of The Un-Kissable Kid
- Jake Davidson - Mrs. Sweeney s
- Dawson Dunbar - Favorite Things
- Myles Erlick - Sing Along
- Max Humphreys - Spin the Barrel
- Noah Johnson - The Ladder
- William Leon - The Curse of The Un-Kissable Kid
- Mark Ramsay - Way Charn! The Legend of Scrin Pipjaw
- Chad Roberts - Plain White Tee

#### Giovane attore (11-12 anni)
- Joshua Costea - Lord of the Guys
- Brady Bryson - The Specifics
- Brice Evan Fisher - Mothership
- Reese Gonzales - White Shoe
- Joseph Haag - The Curse of The Un-Kissable Kid

#### Giovane attore (10 anni e meno)
- Jonah Wineberg - Circles
- Alexander Davis - Senior Drivers
- Richard Davis - To Look Away
- Zander Faden - Dirty Laundry
- Zachary Haven - Mrs. Sweeney -
- Jakob Wedel - 1982

#### Giovane attrice (13-21 anni)
- Chanel Marriott - Penny Arcade
- Megan Brown - Our Town
- Taylor-Grace Davis - The Box
- Adrienne Hicks - The Mary Contest
- Jennifer Jolliff - On Becoming a Man
- Laci Kay - The Lesson
- Shannon Kummer - Mrs. Sweeney
- Ruka Felicity Nagashima - Box of Hearts
- Kalia Prescott - Sugar
- Liv Southard - The Curse of the Un-Kissable Kid
- Sofie Uretsky - Naughty or Nice

#### Giovane attrice (11-12 anni)
- Adanna Avon - The Mary Contest
- Angelique Marion Berry - Anna's Wish
- Ava Cantrell - Above the 101
- Kylie Cast - Last Round
- Kaitlin Cheung - 13 Santas
- Alyssa Brianne Miller - Mrs. Sweeney

#### Giovane attrice (10 anni e meno)
- Peyton Kennedy - To Look Away
- Allison Augustin - Clean Teeth Wednesdays
- Giovanna Cappetta - Charity Case
- Maia Costea - Heny and Gloria
- Emily Delahunty - Bike Tales
- Erika Forest - Bike Tales
- Madeline Lupi - American Autumn

### Miglior performance in un Film TV, Miniserie, Special o Pilot

#### Giovane attore protagonista
- Kyle Harrison Breitkopf - Catch a Christmas Star
- Griffin Cleveland - Santa Switch
- Christian Distefano - Finding Christmas
- Sean Michael Kyer - Hats Off to Christmas

#### Giovane attrice protagonista
- Savannah McReynolds - The Wrong Woman
- Ella Ballentine - Il segreto di Clara (Clara's Deadly Secret)
- Bianca D'Ambrosio - Marked
- Julia Lalonde - Catch a Christmas Star
- Madison McAleer - House of Versace
- Annie Thurman - Santa Switch

### Miglior performance in una serie televisiva

#### Giovane attore protagonista
- Chandler Riggs - The Walking Dead
- Keean Johnson - Spooksville
- Nathan McLeod - Life with Boys

#### Giovane attrice protagonista
- Layla Crawford - The First Family
- Katie Douglas - Spooksville
- Chloe Lang - LazyTown
- Olivia Scriven - Degrassi: The Next Generation (Degrassi)

#### Giovane attore non protagonista
- Max Burkholder - Parenthood
- Tyree Brown - Parenthood
- Maxim Knight - Falling Skies
- Xolo Maridueña - Parenthood
- McCarrie McCausland - Army Wives - Conflitti del cuore (Army Wives)
- Nick Purcha - Spooksville
- Albert Tsai - Tre mogli per un papà (Trophy Wife)

#### Giovane attrice non protagonista
- Isabella Cramp - Vicini del terzo tipo (The Neighbors)
- Morgan Taylor Campbell - Spooksville
- Alisha Newton - Heartland
- Savannah Paige Rae - Parenthood

#### Giovane attore guest star di anni 17-21
- Evan Crooks - Grey's Anatomy
- Dominik Michon-Dagenais - 30 Vies
- Tajh Bellow - The First Family
- Austin Fryberger - Sam & Cat

#### Giovane attore guest star di anni 14-16
- Matt Cornett - Southland
- Matthew J. Evans - Lab Rats
- C.J. Berdahl - Shameless
- Joe DiGiovanni - Deadtime Stories
- Zayne Emory - A.N.T. Farm - Accademia Nuovi Talenti (A.N.T. Farm)
- Christian Hutcherson - See Dad Run
- Joey Luthman - A.N.T. Farm - Accademia Nuovi Talenti (A.N.T. Farm)
- Owen Teague - NCIS: Los Angeles
- Justin Tinucci - Tre mogli per un papà (Trophy Wife)

#### Giovane attore guest star di anni 11-13
- Joshua Carlon - Sam & Cat
- Jake Elliott - Kickin' It - A colpi di karate (Kickin' It)
- Sam Humphreys - Seed
- Sean Michael Kyer - Spooksville
- Toby Nichols - American Horror Story
- Darien Provost - Package Deal

#### Giovane attore guest star di anni 10 o meno
- Christian Distefano - I misteri di Murdoch (Murdoch Mysteries)
- Raphael Alejandro - Almost Human
- Felix Avitia - Bones
- Thomas Barbusca - The New Normal
- Tate Berney - Sons of Anarchy
- Kyle Harrison Breitkopf - Satisfaction

#### Giovane attrice guest star di anni 17-21
- Siobhan Williams - Motive
- Laine MacNeil - R. L. Stine's The Haunting Hour
- Tiera Skovbye - Spooksville

#### Giovane attrice guest star di anni 14-16
- Danika Yarosh - 1600 Penn
- Lizze Broadway - Bones
- Mandalynn Carlson - Scandal
- Madison Leisle - Touch

#### Giovane attrice guest star di anni 11-13
- Ava Cantrell - I fantasmi di casa Hathaway (The Haunted Hathaways)
- Lexi DiBenedetto - Grey's Anatomy
- Tara-Nicole Azarian - Supreme Justice with Judge Karen
- Brielle Barbusca - Modern Family
- Cameron Protzman - Mad Men
- Rowan Rycroft - R. L. Stine's The Haunting Hour
- Paris Smith - Modern Family

#### Giovane attrice guest star di anni 10 o meno
- Jena Skodje - R. L. Stine's The Haunting Hour
- Chiara D'Ambrosio - Legit
- Arcadia Kendal - I misteri di Murdoch (Murdoch Mysteries)
- Kyla-Drew Simmons - How I Met Your Mother

#### Giovane attore ricorrente di anni 17-21
- Mikey Reid - Victorious
- Samuel Patrick Chu - Spooksville
- Brock Ciarelli - The Middle
- Evan Crooks - The Carrie Diaries
- Harrison Houde - Spooksville
- Austin MacDonald - Life with Boys

#### Giovane attore ricorrente di anni
- William Monette - 30 Vies
- LJ Benet - Dog with a Blog
- Nathan O'Toole - Vikings
- Brandon Soo Hoo - Super Ninja (Supah Ninjas)
- Ethan Ross Wills - Granite Flats
- Robbie Tucker - See Dad Run

#### Giovane attore ricorrente di anni 10 o meno
- Rio Mangini - Kickin' It
- Cole Sand - Masters of Sex
- J.J. Totah - Jessie

#### Giovane attrice ricorrente di anni 17-21
- Kelly Heyer - Aiutami Hope! (Raising Hope)
- Laine MacNeil - The Killing
- Katlin Mastandrea - The Middle

#### Giovane attrice ricorrente
- Kayla Maisonet - Dog with a Blog
- Jaylen Barron - Buona fortuna Charlie (Good Luck Charlie)
- Haley Pullos - Instant Mom
- Danika Yarosh - See Dad Run

#### Giovane attore
- Jimmy Deshler - General Hospital
- Daniel Polo - Febbre d'amore (The Young and the Restless)

#### Giovane attrice
- Haley Pullos - General Hospital
- Johnnie Ladd - Febbre d'amore (The Young and the Restless)
- McKenna Roberts - Febbre d'amore (The Young and the Restless)
- Brooklyn Rae Silzer - General Hospital

#### Eccezionale gruppo di giovani attori
- Savannah Paige Rae, Tyree Brown, Max Burkholder, Xolo Maridueña - Parenthood
- Katie Douglas, Keean Johnson, Nick Purcha, Morgan Taylor Campbell - Spooksville

### Miglior voce fuori campo

#### Giovane attore
- Jaden Betts - Dott.ssa Peluche (Doc McStuffins)
- Zach Callison - Steven Universe
- Devan Cohen - PAW Patrol
- Christian Distefano - Peg + Cat
- Jacob Ewaniuk - The Cat in the Hat Knows a Lot About That!

#### Giovane attrice
- Alexa Torrington - The Cat in the Hat Knows a Lot About That!
- Sophia Ewaniuk - Ella the Elephant
- Bailey Gambertoglio - Bubble Guppies
- Kallan Holley - PAW Patrol
- Haley B. Powell - Imaginext Adventures

### Miglior performance in un film DVD

#### Giovane attore
- Zach Callison - All American Christmas Carol
- Darien Provost - Super Buddies
- Austin Anderson - Wiener Dog Nationals
- Julian Feder - Wiener Dog Nationals
- Brandon Tyler Russell - Wiener Dog Nationals

#### Giovane attrice
- Kenzie Pallone - Adventures of Bailey: A Night in Cowtown
- Caitlin Carmichael - Wiener Dog Nationals
- Ruka Felicity Nagashima - The Mark: Redemption -

### Miglior performance WEB

#### Giovane attore
- Joey Luthman - Chosen
- Kyle Agnew - Cowboys and Indians
- Richard Davis - Kid's Town
- Jacob Ewaniuk - Kid's Town
- Brice Evan Fisher - CollegeHumor Originals
- David Knoll - Kid's Town

#### Giovane attrice
- Caitlin Carmichael - Chosen
- Hannah Swain - Spirits
- Brandi Alyssa Young - The Dark One

### Miglior performance teatrale

#### Giovane attore
- Quinn Van De Keere - The Christmas Coat - Forte Theatre, Vancouver
- Caleb McLaughlin - The Lion King - Minskoff Theatre, New York
- Matthew Nardozzi - Irving Berlin's America - Wayne YMCA, New Jersey
- Grant Palmer - The Steward of Christendom - Mark Taper Forum, California

#### Giovane attrice
- Jolie Vanier - Detention - Palmer Cultural Center, Switzerland
- Ella Ballentine - Les Misérables - Princess of Wales Theatre, Toronto
- Madison Brydges - Numbers - Winchester Theatre, Toronto
- Saara Chaudry - Les Misérables (musical)|Les Misérables - Princess of Wales Theatre, Toronto
- Alexis Rosinsky - To Dream Again - The Spot Theatre, California

## Premi speciali

### Outstanding Live Performance
- Nate Nordine

### Maureen Dragone Scholarship Award
- Inner-City Arts

### Jackie Coogan Award
- Tina Jønk Christensen

### Social Relations of Knowledge Institute Award
- Come è fatto (How It's Made)